# ميكيس ثيودوراكيس
ميكيس ثيودوراكيس (باليونانية: Μίκης Θεοδωράκης)‏؛ هو موسيقار وسياسي يوناني، ولد في 29 حزيران/ يوليو 1925 وتوفي 2 أيلول/ سبتمبر 2021. ارتبط اسمه عند كثير من الناس بموسيقى فيلم «زوربا اليوناني» للمخرج مايكل كوكيانس المأخوذ عن رواية لنيكوس كازانتزاك. عرف عنه وقوفه مع قضايا حقوق الإنسان، وهو يعد من أبرز الشخصيات الدولية المساندة للقضية الفلسطينية، وكان يظهر كثيرا في حفلاته بالكوفية الفلسطينية.

## شبابه
يعود شغف ميكيس للموسيقى إلى صغره وكان في سن الثالثة عشرة قد كتب أول مؤلفاته الموسيقية.في سنة 1942 تم إيقافه في طرابلس الغرب على يد قوات الاحتلال الإيطالية. في السنة التيالية تم إيقافه وتعذيبه. عند إطلاق سراحه توجه ثم إلى أثينا واختبأ فيها من سلطات الاحتلال وأصبح يناضل لاستقلال بلاده من الاحتلال الألماني الإيطالي البلغاري. كان يتلقى خلال فترة نضاله دروسا في الموسيقى من معهد أثينا العالي وذلك بطريقة سرية.
بعد التحرير ناضل ميكيس ضد الجماعات المعادية للثورية حتى لا يستولو على السلطة. شارك في عدة مظاهرات وتم إيقافه في إحداها وعذب خلال إيقافه بشدة واعتبر من عداد الأموات في 26 مارس 1946 وتم نقله إلى المشرحة. تم نفيه إلى جزيرة إيكاري سنة 1947 وفي سنة 1948 تم نقله إلى ماكرونيسوس. عذب بشدة وتم دفنه مرتين حيا ويعد ميكيس ثيودوراكيس من الأشخاص القلائل الميكيس ثيودوراكيسين نجو من عمليات التعذيب ولكنه عانى خلال عشر سنوات من تأثير ما عاشه في ماكرونسوس.
في سنة 1950 قام بتأدية امتحاناته في معهد أثينا العالي للموسيقى وتحصل على ديبلومه في التناغم. في سنة 1953 تزوج ميكيس من ميرتو ألتينجلو وتخصل معها في السنة التي بعدها على منحة للدراسة في باريس. إنضم إلى المعهد العالي للموسيقى بباريس ودرس عند اوجين بيجو واوليفية مسيان وهما يعدان من أشهر الموسيقيين الفرنسيين. في سنة 1957 تحصلت قطعته الموسيقية (Suite n° 1 pour piano et orchestre) على الميدالية الذهبية في مهرجان موسكو.

## العودة إلى جذوره اليونانية
عندما دخل ميكيس دائرة الموسيقين العالميين اكتشف الموسيقى الشعبية اليونانية. قام بطلب من أخيه بكتابة (Lipotaktes). ألهمته أشعار يانيس ريتسوس وألف (Epitaphios) التي أعادت النبض للموسيقى التقليدية اليونانية والتي أدت إلى ثورة ثقافية في البلاد ما زالت أثارها بادية إلى اليوم.
يعتبره اليمين اليونانين كتهديد بالنسبة إليه وعندما قام اليمين باغتيال جريجوريس لمبراكيس أخذ قيادة ميكيس قيادة شبية لمبراكيس الديموقراطية وأصبحت بفضل المنتسبين إليها البالغ عددهم 50000 أقوى مؤسسة سيايسة في البلاد. أصبح ميكيس عضوا في البرلمان اليوناني وأسس مع لمبراكيدس أكثر من مائتين مركز ثقافي في بلده. يقوم ميكيس يكتابو معزوفاته باستعمال أجمل نصوص الأدب اليوناني للقرنين 19 و20.

### أهم مقطوعات هذه الفترة
- Archipelagos, Politia A & B, Epiphania لجيورجيوس سفريس المتحصل على جائزة نوبل في الأدب لسنة 1963.
- Mauthausen لياكوفوس كابنيليس
- Romiossini ليانيس ريتسوس
- موسيقى أفلام : موسيقة الكترا وموسيقة زوربا اليوناني.

## تحت حكم الكولونال
قام الكولونل يوريوس بابدولس ومساعديه (Yeóryos Papadópoulos Γεώργιος Παπαδόπουλος) بانقلاب عسكري في 21 أفريل 1967 وأقيم في اليونان حكومة ديكتاتورية مما أجبر ميكيس على الاختباء مرة أخرى من النظام ودعى إلى مقاومة النظام الجديد بعد يومين من الانقلاب. أوقف في 21 أوت 1967 ووضع تحت الإقامة الجبرية في فارشاتي ونفي بعدها مع عائلته إلى إلى زاتونا وهي قرية تقع في جبال الأركيدس. ومن ثم نقل إلى معسكر اعتقال في اوربوس ونفي بعد ذلك إلى الخارج.

### أهم المقطوعات خلال الديكتاتورية
- O Ilios ke o Chronos
- Ta Laïka
- Arcadies I-X رمز إلى الجبال إلى نفي فيها مع عائلته
- Ephiphania Averoff
- موسيقى فيلم Z لكوستا جفراس

## في المنفى
وصل ميكيس إلى باريس في 13 افريل 1970. ترأس الجبهة الوطنية مواصلا النضال. تعرف في باريس على بابلو نيرودا. أقام ميكيس عدة جولات فنية حول العالم أجمع داعيا فيها إلى عودة الديموقراطية في بلاده مما جعله رمز النضال في بلاده ضد الديكتاتورية.

### أهم أعماله في المنفى
- 18أغنية نضالية ل يانيس ريتسوس وBallades ل اناغوستاكيس.
- Canto General ل بابلو نيرودا

## العودة إلى الوطن
عاد ميكيس إلى اليونان في 24 جويلية 1974 وأصبح محل نقد اليسار اليوناني وذلك لدعمه كونستنتين كرمناليس ومساندته لتحول بطيء وتدريجي إلى الديموقراطية وذلك لخوفه من عودة النظام الاستبدادي إلى بلاده عن طريق انقلاب جديد.
في سنة 1980 عاد بمحض إرادته إلى باريس وقام بإعادة كتابة قطعه الموسيقية التي كتبها في الخمسينات.
أنهى كتابة (Canto Genera) وكلا من (Axion Esti،) زوربا اليوناني التي جعلته مشهور عالميا. في سنة 1981 انتخب عضوا في البرلمان وتخلى عن منصبه سنة 1986 لينفرغ كليا إلى الموسيقى. في سنة 1987 كتب أول اوبرا له وهي Kostas Karyotakis وقام بتأسيس فرقة باليه سماها زوربا التي ادت أكثر من 600 عرض حول العالم.
في سنة 1989 دعى إلى ائتلاف مكون من اليسار اليوناني والحزب الشيوعي لوضع حد لفضائح الحكومة اليمينية. بعد انتخابات افريل 1990 دخل إلى الحكومة كوزير من دون حقيبة وناضل ضد المخدرات ومن أجل التعليم كما عمل مع الموسيقي التركي زولفو لفنالي (Zülfü Livaneli) من أجل التصالح بين الشعبين اليوناني والتركي.
في افريل 1992 غادر الحكومة ليصبح مديرا عاما للكورال والاوركسترات السمفونية في التلفزيون. توقف ميكيس عن العمل إثر وفات أخيه ولمعناته من ممشاكل في التنفس. قرر أيضا التخلي عن الوثائق التي كان يمتلكها لصالح مكتبة ليليان فودوري
في 14 مارس تحصل وسام ضابط في مرتبة كتيبة الشرف (officier dans l’Ordre de la Légion d’honneur) من قبل السفير الفرنسي في اليونان وذلك في حفل أقيم على شرفه في السفارة الفرنسية في اليونان.
في سنة 1991 قام بتأسيس اوبرا ميديا (Medea) في بلباو. 5في أكتوبر من سنة 1992، قام بطلب من خوان انتونيو سامرانش رئيس اللجنة الأولمبية الدولية بكتابة Canto Olympico من أجل الألعاب الأولمبية لسنة 1992 والتي اقيمت ببرشلونة.
لميكيس دكتوراه فخرية من جامعة مونريال ،سالونيك وكريت. بمناسبة عيد ميلاده الثمانون تحصل على جائزة سانت اندريه من قبل مؤسسة سانت اندريه « لشجاعته وللاتزامه من أجل وطنه وأيضا من أجل مؤلفاته الرائعة التي تغني لأجل السلام بين الشعوب التي تقة ي الروح وضمير الوطني للإنسان»
حاز ثيودوراكيس على جائزة من هيئة اليونيسكو بعنوان «الموسيقي الدولي لعام 2005»، وتم اختيار ثيودوراكيس للجائزة من بين 40 مرشحا آخر من أشهر الموسيقيين الدوليين.
في سنة 2007 تحصل تم رفعه إلى رتبة قائد في مرتبة كتيبة الشرف (commandeur dans l’Ordre de la Légion d’honneur). نحصل على المرتبة من قبل يدي وزير الثقافة الفرنسي يوم 26 مارس في سفارة فرنسا بأثينا.

## القضية الفلسطينية
من المعروف من ميكيس وقوفه إلى جانب القضايا الإنسانية كقصف بلغراد وكوسفو. كما عارض الحرب على العراق ووجّه انتقادات لاذعة لحكومته التي ساندت الحرب ولجورج دبليو بوش. وقد صرح ميكس أن إسرائيل «إنها أمة صغيرة، هي أساس السوء في العالم» وفي مرة أخرى قال: «اليونانيون لا يدركون بعد ما هي خطورة وأبعاد المفاهيم اليهودية المتعصبة وما ينجم عنها من سياسة عنف وبطش وهمجية. فنحن أمة عريقة لها جذور عميقة في التاريخ البشري، بينما هم يسيرون على نهج لا يخرجون منه أو يتخيلون غيره». وقد صدمت هذه التصريحات إسرائيل وحكومتها ووجهت له اتهامات بالتحريض على معاداة السامية.
وفي مقابلة أجرتها معه صحيفة «هآرتس» الإسرائيلية بسبب تلك التصريحات في الشهر نفسه قال «إنني صديق لإسرائيل وصديق للشعب اليهودي ولكن سياسة شارون المؤيدة لسياسة بوش تشوه صورة إسرائيل.. أتخوف من قيادة شارون لليهود بنفس الإسلوب الذي فعله هتلر للألمان.. هذه هي جذور الشر (..) لقد أصبحت إسرائيل كدولة عظمى لديها سلاح نووي وقوية جدا، إنها مثل اسبارطة، ومن تحاربون؟ مليون من النساء والأطفال الفلسطينيين.. أنتم الآن جوليات وفلسطين هي دافيد، وأنا مع دافيد»  وهو موزع النشيد الوطني الفلسطيني.

## أعماله

### أعمال سمفونية
- 1952: Piano Concerto "Helikon"
- 1953: Symphony No 1 ("Proti Simfonia")
- 1954–1959: 3 Orchestral Suites
- 1958: Piano Concerto
- 1981: Symphony No 2 ("The Song of the Earth"; text: Mikis Theodorakis) for children's choir, piano, and orchestra)
- 1981: Symphony No 3 (texts: D. Solomos; K. Kavafis; Byzantine hymns) for soprano, choir, and orchestra
- 1983: Symphony No 7 ("Spring-Symphony"; texts: Yannis Ritsos; Yorgos Kulukis) for four soloists, choir, and orchestra
- 1986–87: Symphony No 4 ("Of Choirs") for soprano, mezzo, narrator, choir, and symphonic orchestra without strings
- 1995: Rhapsody for Guitar and Orchestra
- 1996: Rhapsody for Cello and Orchestra

### الأوبرا
- 1984–85: "Kostas Karyotakis"
- 1988–90: "Medea"
- 1992–93: "Elektra"
- 1995–96: "Antigone"
- 1999–2001: "Lysistrata"

### موسيقى أفلام
- 1960: "Ill Met by Moonlight"
- 1960: "Honeymoon" (Luna de miel=
- 1960: "Faces in the Dark"
- 1961: "The Shadow of the Cat"
- 1961: "Phaedra"
- 1961–62: "Les Amants de Téruel"
- 1961–62: "Five Miles to Midnight"
- 1961–62: "Electra"
- 1964: "Zorba the Greek"
- 1967: "The Day the Fish came out"
- 1969: "Z"
- 1972: "State of Siege"
- 1973: "Serpico"
- 1974: "The Rehearsal"
- 1976: "Actas de Marousia"
- 1977–78 "Iphigenia"
- 1980: "The Man with the Carnation"

## وصلات خارجية
- ميكيس ثيودوراكيس على موقع IMDb (الإنجليزية)
- ميكيس ثيودوراكيس على موقع الموسوعة البريطانية (الإنجليزية)
- ميكيس ثيودوراكيس على موقع مونزينجر (الألمانية)
- ميكيس ثيودوراكيس على موقع ألو سيني (الفرنسية)
- ميكيس ثيودوراكيس على موقع ميوزك برينز (الإنجليزية)
- ميكيس ثيودوراكيس على موقع أول موفي (الإنجليزية)
- ميكيس ثيودوراكيس على موقع قاعدة بيانات الأفلام السويدية (السويدية)
- ميكيس ثيودوراكيس على موقع أول ميوزيك (الإنجليزية)
- ميكيس ثيودوراكيس على موقع ديسكوغز (الإنجليزية)
- ميكيس ثيودوراكيس على موقع قاعدة بيانات الفيلم (الإنجليزية)